# Головоломка 2
«Головоло́мка 2» (англ. Inside Out 2) — американский компьютерно-анимационный фильм о взрослении режиссёра Келси Манна, продюсера Марка Нильсена и сценаристки Мег Лефов, разработанный студией Pixar Animation Studios и распространяемый Walt Disney Pictures. Продолжение мультфильма «Головоломка» (2015). Главные роли озвучили Эми Полер, Филлис Смит, Льюис Блэк, Тони Хейл, Лиза Лапира и Майя Хоук. В мультфильме к оригинальным эмоциям подростковой Райли присоединяются новые — Тревожность, Зависть, Стыд и Хандра — заставляя остальные эмоции уйти в изгнание.
После премьеры оригинального мультфильма в 2015 году его режиссёр Пит Доктер заявил, что не собирается создавать сиквел и решает сосредоточиться на оригинальных проектах, но в следующем году решил пересмотреть эти планы. К июлю 2016 года президент Pixar Джим Моррис сообщил, что у студии нет планов на сиквел, а сотрудники займутся оригинальными фильмами. Проект был официально объявлен в сентябре 2022 года во время D23.
Премьера «Головоломки 2» состоялась 14 июня 2024 года в США. Мультфильм получил положительные отзывы от критиков и побил несколько рекордов в прокате, став самым кассовым фильмом 2024 года, 2-м самым кассовым мультфильмом и 8-м самым кассовым фильмом всех времен.

## Сюжет
Через два года после переезда в Сан-Франциско, Райли, которой исполняется 13 лет, собирается поступать в старшую школу. За это время её эмоции — Радость, Печаль, Страх, Гнев и Брезгливость — обнаружили новый раздел сознания Райли под названием «Самосознание», в котором хранятся воспоминания и чувства, формирующие убеждения Райли. Радость намеревается наполнить «Самосознание» только позитивными воспоминаниями и для этого создаёт механизм, который отправляет любые негативные воспоминания на задворки сознания Райли. Тем временем Райли и её лучших подруг Бри и Грейс приглашают на выходные в хоккейный лагерь, где Райли надеется попасть в команду своей школы «Жар-птицы» (в оригинале: англ. Firehawks — «Огненные ястребы»). В ночь перед лагерем, в головном отделе срабатывает сигнал «Половое созревание», и в головной отдел врывается группа работников разума и обновляет пульт эмоций.
Утром эмоции пытаются работать с пультом, но Райли в итоге странно реагирует на любые их действия в пульте. В головном отделе также появляются пять новых эмоций: Тревожность, Зависть, Стыд, Хандра (или Скука) и Ностальгия. Новые эмоции пытаются поладить со старыми, но в итоге оба поколения эмоций расходятся во мнениях со своими подходами. Радость считает, что Райли должна сосредоточиться на том, чтобы весело провести время в лагере, а Тревожность пытается предугадать будущее Райли, чтобы она получила место в команде и завела новых друзей, после того, как Райли узнала, что Бри и Грейс будут учиться в другой школе.
Радость отвергает все предложения Тревожности, и из-за этого Райли нечаянно становится причиной того, что другие участники лагеря дважды подвергаются коллективному наказанию со стороны тренера Робертс, директора лагеря. Тревожность срывает старое самосознание и забрасывает его в глубины сознания Райли. После этого, новые эмоции под командованием Тревожности запирают старые эмоции в банку и отправляют в хранилище памяти. Тревожность возглавляет головной отдел и собирается создать новое «Самосознание» для Райли, используя для этого испорченные и негативные воспоминания. Формируя новое самосознание, Тревожность побуждает Райли подружиться с популярной хоккеисткой лагеря Вэл Ортиз и заставляет игнорировать Бри и Грейс.
Старые эмоции, находясь в хранилище памяти, попадают в хранилище секретов, где находящиеся секреты разбивают их банку. Старые эмоции освобождаются и разделяются: Печаль с помощью трубы для воспоминаний отправляется в головной отдел, а остальные погружаются в глубины сознания Райли, чтобы найти её старое самосознание. Печаль попадает в головной отдел и сообщает другим старым эмоциям, что Тревожность заставляет Райли проникнуть в кабинет тренера и просмотреть её тетрадь, о которой также говорила Вэл. Узнав, что тренер не считает Райли готовой стать «Жар-птицей», Тревожность решает, что Райли нужно доказать её стремление вступить в команду и поэтому придумывает план, по которому Райли должна забить три шайбы на следующей игре. Тем временем, старые эмоции проникают в глубины сознания Райли и находят её самосознание. Тревожность полноценно формирует у Райли новое самосознание, которое, на удивление новых эмоций и самой Тревожности, культивирует в Райли неуверенность в себе. Стыд освобождает Печаль, которую захватила Тревожность, и она пытается вернуть старые эмоции через новый механизм Радости, но Тревожность его разрушает, из-за чего старые эмоции оказываются отрезаны от головного отдела.
Гнев придумывает план, и с помощью одного из секретов Райли вместе с другими эмоциями взрывает каньон негативных воспоминаний. Попав в подкорку сознания Райли, эти воспоминания также начинают формировать в ней новое самосознание. Тем временем, на льду Райли, в стремлении доказать тренеру свою выносливость, случайно врезается в Грейс. Тревожность единолично берёт управление над пультом управления, пытаясь исправить ситуацию, и начинает сильно давить на Райли, из-за чего у неё случается паническая атака. Зависть попыталась её остановить, но у неё не выходит. Тревожность перестаёт себя контролировать, застряв в вихре панической атаки, в связи с чем новые эмоции и Печаль пытаются сорвать самосознание, созданное Тревожностью.
В это же время прибывают старые эмоции и помогают новым, но ничего не выходит. Радость пробирается через вихрь панической атаки, пытается уговорить Тревожность отпустить Райли и заявляет, что не ей решать, какой должна быть Райли. Сквозь силу Тревожность отпускает пульт, Радость выносит её из вихря панической атаки и ставит старое самосознание, однако вихрь не заканчивается. Радость приходит к выводу, что до появления новых эмоций она также пыталась решать судьбу Райли, отправляя негативные эмоции в глубины сознания. Она срывает старое самосознание и на его месте появляется комбинированное самосознание, состоящее как из положительных, так и отрицательных воспоминаний. Старые и новые эмоции стабилизируют его, после чего паническая атака Райли проходит. Она приходит в себя, мирится с Бри и Грейс и продолжает игру, призывая Радость к пульту.
Спустя некоторое время Райли переходит в старшую школу и заводит дружбу с Вэл и другими «Жар-птицами», оставаясь при этом верной себе и сохраняя дружбу с Бри и Грейс. За обедом она вместе с командой ждет публикацию списка новичков в «Жар-птицы». Живя в мире, первое и второе поколения эмоций работают вместе, чтобы защитить навсегда изменившееся самосознание Райли. В финальной сцене Райли проверяет свой телефон, чтобы узнать, есть ли её имя в списке, и с гордой улыбкой смотрит на себя в зеркало.
В сцене в начале титров демонстрируются сцена семейного ужина Райли и её семьи, где мама спрашивает её, как прошел хоккейный лагерь. С подачи Хандры, Райли просто отвечает: «Нормально», чем раздражает свою мать. Отец, в свою очередь, спокойно принимает ответ.
В сцене после титров Радость спускается в хранилище секретов, где пытается узнать о страшном секрете Райли. Секрет рассказывает Радости о ковре в гостиной, который Райли умудрилась спалить. Не впечатлившись от этого секрета, Радость рассказывает ему в свою очередь о том, как Райли справила нужду в бассейне. Услышав это, Страшный секрет заявляет, что хочет остаться здесь, и закрывает хранилище.

## Роли озвучивали
- Эми Полер — Радость[англ.]: жёлтая эмоция счастья[4].
- Лиза Лапира — Брезгливость: зелёная эмоция отвращения[4]. Лапира заменила Минди Калинг, озвучивавшую Брезгливость в первом мультфильме.
- Тони Хейл — Страх: фиолетовая эмоция страха[4]. Хейл заменил Билла Хейдера, актёра, озвучивавшего Страх в первом мультфильме.
- Льюис Блэк — Гнев: красная эмоция злости[4].
- Филлис Смит — Печаль: синяя эмоция грусти[4].
- Майя Хоук — Тревожность: новая оранжевая эмоция тревоги[4].
- Айо Эдебири — Зависть: новая бирюзовая эмоция завистливости[5].
- Адель Экзаркопулос — Хандра: новая эмоция скуки и усталости цвета индиго[5].
- Пол Уолтер Хаузер — Стыд: новая розовая эмоция стыдливости[5].
- Джун Скуибб — Ностальгия: новая бежевая эмоция с ностальгическими воспоминаниями[6][7].
- Кенсингтон Таллман — Райли Андерсон: 13-летняя девочка, в голове которой находятся эмоции[4]. Таллман заменила Кейтлин Диас, озвучивавшую Райли в первом мультфильме.
- Лилимар Эрнандес — Валентина «Вэл» Ортиз: капитан команды хоккейного клуба старшей школы «Жар-птицы».
- Дайан Лейн — Джилл Андерсон (мама Райли)[4].
- Кайл Маклахлен — Билл Андерсон (папа Райли)[4].
- Иветт Николь Браун — Робертс: тренер команды хоккейного клуба старшей школы «Жар-птицы» и директор хоккейного лагеря[4].

## Производство

### Разработка
В июне 2015 года режиссёр мультфильма «Головоломка» Пит Доктер сказал, что «пока что у меня нет идей для сиквела», решив вместо этого заняться оригинальными проектами для студии Pixar. Тем не менее, в январе 2016 года он упомянул о планах начать рассмотрение идей для возможного продолжения. В июле того же года президент Pixar Джим Моррис сказал, что обязательства по созданию нескольких оригинальных фильмов на тот момент не оставляли сиквелам других работ Pixar (в том числе и «Головоломки») шанса на рассмотрение.
Сиквел был официально объявлен в сентябре 2022 года на выставке D23 Expo, где для обсуждения фильма присутствовала Эми Полер, которая вернётся к озвучиванию персонажа Радости. Келси Манн стал режиссёром, Марк Нильсен — продюсером, а Мег Лефов — сценаристом. Для Манна данная работа является дебютом в полнометражном кино. Для «достоверного» создания мира Манн использовал идею Доктера из первого фильма о наличии «от пяти до двадцати семи эмоций», которую тот предлагал в процессе производства.

### Подбор актёров
За роль Радости в «Головоломке 2» Полер предложили $5 млн, плюс дополнительное вознаграждение и бонусы, в то время как для остальных актёров предложения составляли $100 000 без бонусов. В сентябре 2022 года появились сообщения о том, что Минди Калинг и Билл Хейдер не повторят во второй части свои роли Брезгливости и Страха соответственно из-за недовольства предложением, которое составило всего два процента от предложения Полер.

## Премьера
Премьера «Головоломки 2» в США состоялась 14 июня 2024 года.

## Отзывы и оценки
Согласно агрегатору Rotten Tomatoes, 91 % из 302 обзоров критиков являются положительными, при этом средняя оценка составляет 7.6/10. Макдональд в рецензии для The Seattle Times поставила фильму 3,5 звезды из четырёх, похвалив актёрский состав и назвав фильм «счастливым путешествием для любого возраста». Оуэн Глейберман в рецензии для Variety высоко оценил игру Хоук в роли Тревожности и эмоциональное воздействие фильма, назвав его «самым пронзительно проницательным рассказом о проблемах раннего подросткового возраста со времён „Восьмого класса“». Дэвид Эрлих из IndieWire поставил фильму оценку «C-», написав, что фильм «настолько идеально соответствует требованиям Pixar, что искренность его повествования вступает в проигрышную схватку с цинизмом его существования».

### Кассовые рекорды
К июлю 2024 года мультфильм собрал $1,667 млрд в мировом прокате, побив несколько кассовых рекордов, в том числе став самым кассовым фильмом 2024 года. Мультфильм занимает третье место по кассовым сборам в премьерный уик-энд и первое место среди мультфильмов, преодолевших отметку в 1 миллиард долларов быстрее всего. На это ему потребовалось 19 дней. К 13 июля занял пятое место среди самых кассовых мультфильмов и стал самым кассовым фильмом в истории студии Pixar. 24 июля мультфильм стал вторым среди самых кассовых мультфильмов в истории после «Короля Льва». 28 июля сборы мультфильма превысили $ 1,5 млрд. 1 сентября 2024 года мультфильм обошёл «Короля Льва» и стал самым кассовым мультфильмом всех времён.

### Комментарии
1. ↑  События фильма «Головоломка» (2015).